# Крістофер Барч
Крі́стофер Ба́рч (нім. Christopher Bartsch, нар. 6 серпня 1979, Гамбург, Німеччина) — німецький керлінгіст, учасник зимових Олімпійських ігор (2014). Ведуча рука — права.

## Життєпис
Крістофер Барч народився у Гамбурзі. Почав займатися керлінгом у 1989 році, представляв Гамбурзький керлінговий клуб, до якого його привела матір Петера Рікмерса, майбутнього партнера Барча по збірній Німеччини. Крістофер брав участь у трьох молодіжних чемпіонатах світу (1997, 1998, 2001), однак вище четвертого місця жодного разу не підіймався. У 2010 році приєднався до команди Джона Яра, у складі якої брав участь у двох європейських першостях (2011, 2013), втім значних успіхів на цих турнірах німецька команда не досягла. Зважаючи на невдалі виступи Німеччини на останніх світових першостях, країна автоматично не отримала ліцензію на зимову Олімпіаду, тож команда з Барчем у складі змушена була проходити олімпійський кваліфікаційний турнір, де здобула дивовижну і неочікувану перемогу.
У лютому 2014 року Крістофер у складі збірної Німеччини взяв участь у зимових Олімпійських іграх в Сочі, що стали для нього першими у кар'єрі. З 9 проведених на Іграх матчів німцям вдалося перемогти лише в одній, внаслідок чого вони посіли останнє десяте місце і до раунду плей-оф не потрапили.

## Виступи на Олімпійських іграх
| Змагання                     | Місто | Місце | % кидків |
| ---------------------------- | ----- | ----- | -------- |
| Зимові Олімпійські ігри 2014 | Сочі  | 10    | 73 %     |